# プログラムチェンジ
プログラムチェンジ (Program Change) は、MIDI機器を制御する際に使用する信号のひとつ。MIDI音源側に使用する音色を切り替える際に使用する。GMでは、128種類の音色が規定されている。さらにGSやXGなどではバンクセレクトと組み合わせてさらに多くの種類の音色を使用することができる。

## GM規格の音色配列
- General MIDI#Melodic sounds参照